# Гајо
Гајо је мушко словенско име које се најчешће јавља на Јадранском приморју (Далмација). Ово име је изведено од хебрејске ријечи gavri`el (хебр. גַּבְרִיאֵל) што је име арханђела Гаврила и има значење "снажан, јак, моћан човјек".

## Познати
- Гајо Војводић (1914 - 1988), учесник Народноослободилачке борбе и генерал-потпуковник ЈНА.